# Bombmatta

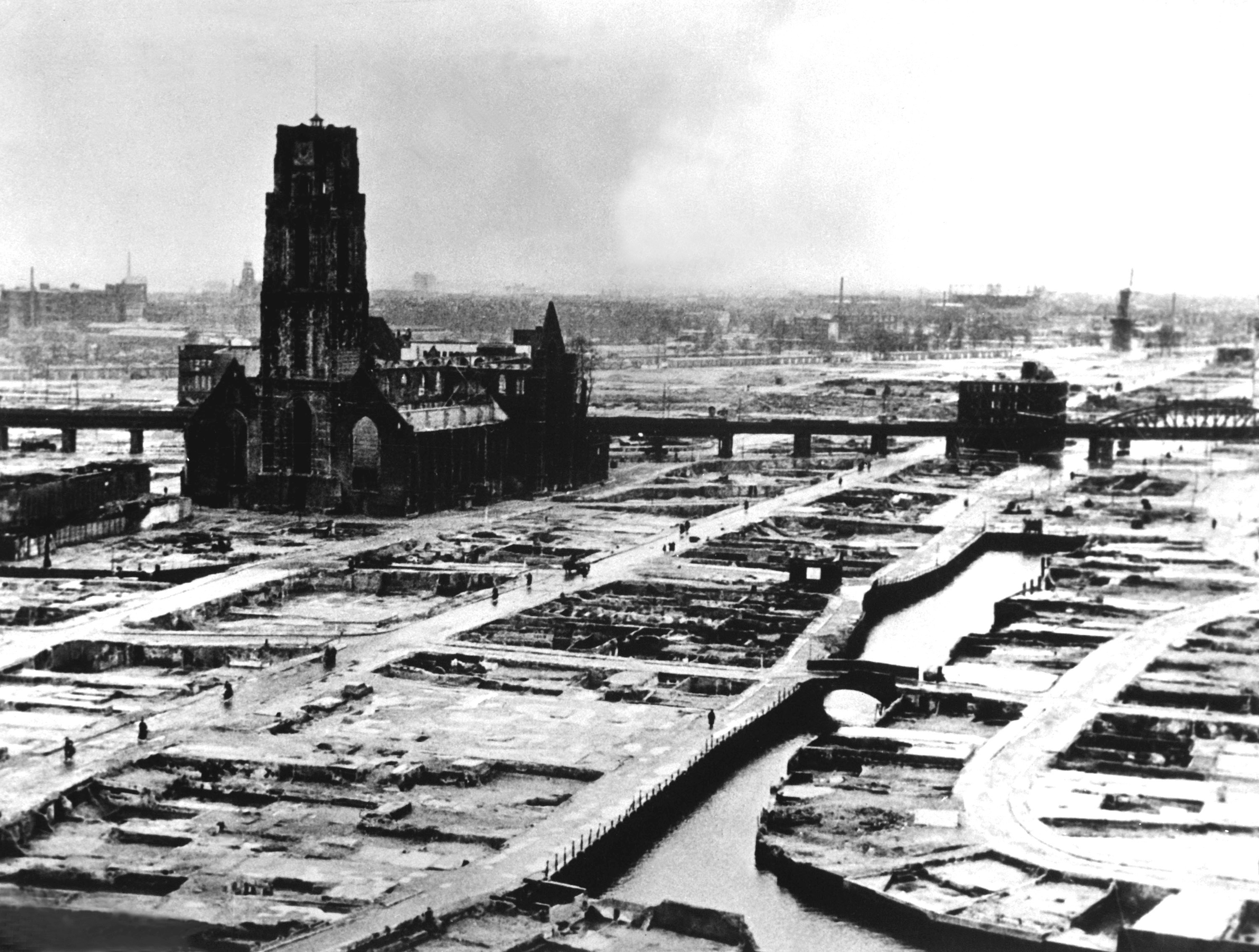
Rotterdam under andra världskriget, efter rivning av bombskadade hus.

Bombmatta är en flygbombningsmetod där stora mängder ostyrda bomber släpps över ett målområde. Syfte att förstöra allt inom detta område och att demoralisera fienden.
Bombmattan har sin teoretiska grund i de flygstrategiska doktriner som utvecklades under mellankrigstiden, av bland andra italienaren Giulio Douhet, och tillämpades i stor skala under Andra världskriget. En viktig anledning till att metoden blev så utbredd var att precisionen vid höghöjdsbombning var så låg att enda chansen att med någon sannolikhet träffa målet var att bomba ett större område. Motsatsen är styrda bomber och robotar som slår ut precisa mål, kallat precisionsbombning.